# Kernschmelze

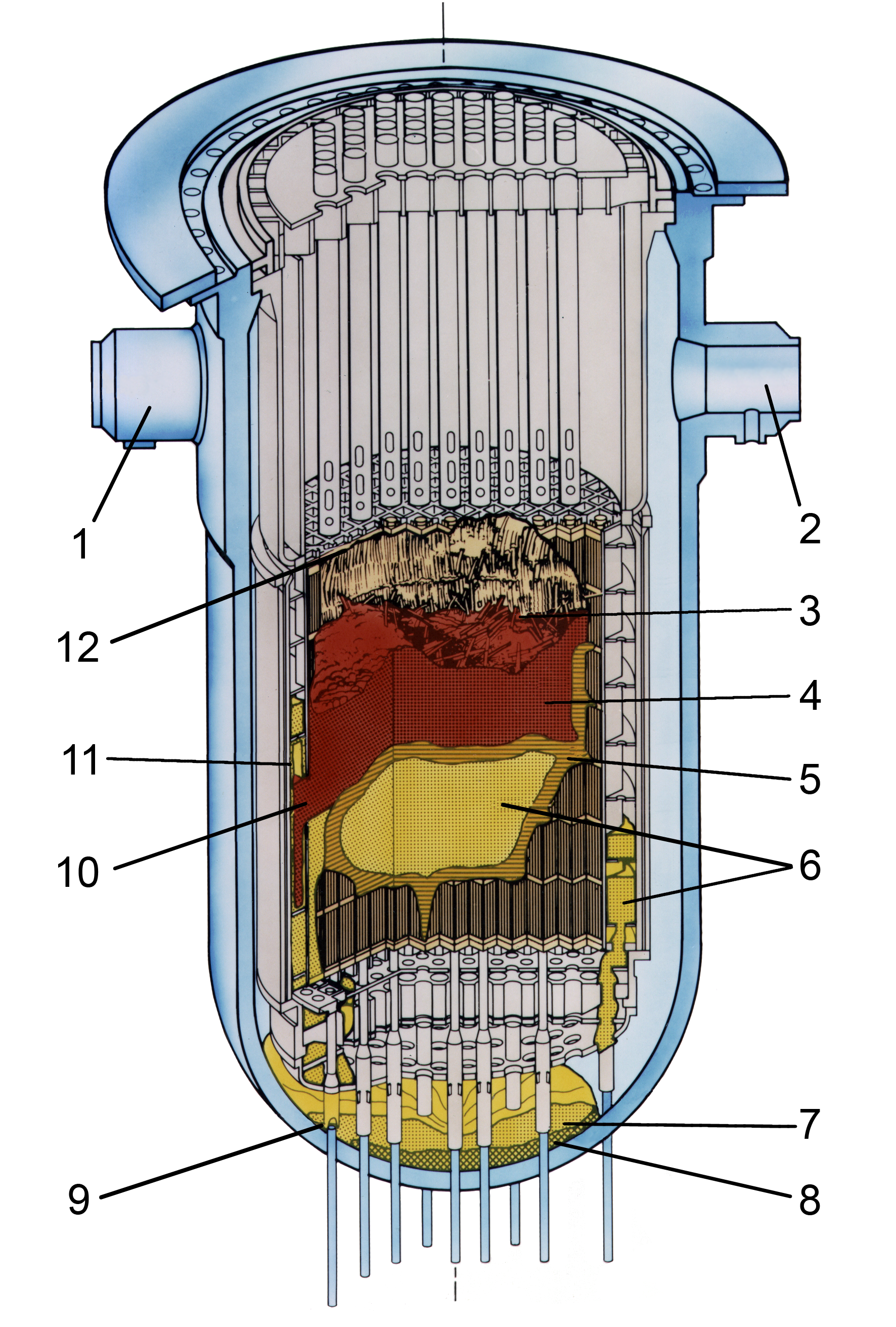
Geschmolzener Reaktorkern beim Three-Mile-Island-Unfall.
1. 2B-Anschluss
2. 1A-Anschluss
3. Hohlraum
4. lose Bruchstücke des Kerns
5. Kruste
6. geschmolzenes Material
7. Bruchstücke in unterer Kammer
8. mögliche Uran-abgereicherte Region
9. zerstörte Durchführung
10. durchlöcherter Schild
11. Schicht aus geschmolzenem Material auf Oberflächen der Bypass-Kanäle
12. Beschädigungen am oberen Gitter

Als Kernschmelze bezeichnet man einen schweren Unfall in einem Kernreaktor, bei dem sich einige („partielle Kernschmelze“) oder alle Brennstäbe übermäßig erhitzen und schmelzen. Von der Gefahr einer Kernschmelze sind alle Leistungsreaktortypen betroffen, deren Reaktorkern Metallteile wie beispielsweise Brennstab-Hüllrohre enthält. Bei Flüssigsalzreaktoren liegt der Kernbrennstoff bereits im Normalbetrieb flüssig vor, sodass „Kernschmelze“ hier keinen ernsthaften Störfall bezeichnet.
Eine Kernschmelze kann auftreten, wenn die Reaktorkühlung und auch jede Notkühlung ausfällt. Die Nachzerfallswärme – sie entsteht nach Unterbrechung der Kernspaltung unvermeidlich – bewirkt dann, dass die Brennelemente sich stark erhitzen, schmelzen und das Schmelzgut (Corium) am Boden des Reaktors zusammenläuft. Ein so genannter Core-Catcher soll im Falle einer Kernschmelze das „Corium“ auffangen und damit von der Biosphäre abschirmen.
Falls bei einem solchen Unfall auch das Reaktorgefäß zerstört wird, kann hochradioaktives Material unkontrolliert in die Umgebung gelangen und Mensch und Umwelt gefährden; diesen Unfall bezeichnet man als Super-GAU. Auch eine Kernschmelze wird prinzipiell beim Design moderner westlicher Kernkraftwerke berücksichtigt, und sekundäre Sicherheitssysteme in einer Weise ausgelegt, dass selbst bei Versagen jener Sicherheitsmaßnahmen, die eine Kernschmelze erst gar nicht entstehen lassen sollen, ein glimpflicher Ausgang sichergestellt werden kann. Hierbei kommt man zunehmend von „aktiver“ (menschliches Eingreifen erforderlich machender) Sicherheit ab und fokussiert sich auf „passive“ Sicherheit, welche im Prinzip auch dann funktioniert, wenn Menschen nicht eingreifen (können). Da Kernschmelzen äußerst selten sind, haben sich viele dieser neueren Sicherheitsmaßnahmen bisher noch nicht im realen Einsatz bewähren können oder müssen, sie basieren jedoch zum Teil auf sehr gut verstandenen fundamentalen physikalischen Prozessen oder wurden mit vergleichbaren Materialien simuliert, um den Ernstfall ohne das Risiko der Freisetzung von Radionukliden testen zu können.

## Verursachung und Ablauf

### Störfälle
Eine Kernschmelze kann eintreten, wenn die von den Brennstäben erzeugte Wärmeleistung nicht mehr über die Kühl- und Notkühlsysteme abgeleitet werden kann. Voraussetzung dafür ist entweder ein Ausfall der Kühlsysteme oder eine Überlastung durch einen Störfall, der nicht durch eine Reaktorschnellabschaltung abgefangen werden konnte.
Auch wenn der Reaktor wegen zu hoher Wärmeleistung oder wegen Kühlungsausfall ausgeschaltet wurde, ist das Risiko einer Kernschmelze nicht beseitigt. Während des Betriebes des Reaktors entstehen ca. 6,5 % der Leistung aus dem radioaktiven Zerfall der Spaltprodukte (Nachzerfallswärme). Ein Reaktor mit 1300 MW elektrischer Leistung erzeugt knapp 4000 MW Wärmeleistung; etwa 260 MW dieser Leistung stammen aus der Nachzerfallswärme. Die Nachzerfallswärme sinkt nach dem Abschalten des Reaktors nur allmählich. Nach einer Stunde beträgt sie noch ca. 1,6 % der Wärmeleistung des Normalbetriebs (65 MW), einen Tag nach dem Abschalten noch 0,8 % (32 MW), mehrere Monate nach dem Abschalten noch ca. 0,1 % der Leistung (4 MW). Diese Leistung muss abgeführt werden. Gelingt dies nicht, heizt sich der Reaktorkern immer weiter auf, bis er schließlich schmilzt. Die Kernschmelze kann ohne Kühlung kaum vermieden werden. Im Zuge  passiver Sicherheit gibt es inzwischen Reaktordesigns, deren Kühlung auch im Notfall gänzlich ohne Energie von außen oder menschliche Einwirkung funktioniert, zum Beispiel durch Konvektion. Allerdings kann auch hier bei einer möglichen Leckage im Kühlkreislauf und daraus resultierendem Verlust des Kühlmittels eine Kernschmelze eintreten.

### Beispiel: Kernschmelze durch Kühlungsausfall bei einem Leichtwasserreaktor
Fällt die Kühlung aus (z. B. Ausfall der Notstromversorgung während eines Stromausfalls im öffentlichen Netz bei ausgeschaltetem Reaktor und Ausfall der zwei unabhängigen Stromversorgungsaggregate), kann sich etwa folgendes Szenario abspielen:

#### Überdruck
Bei einem Kühlungsausfall kann die im Reaktorkern erzeugte Wärme nicht mehr abtransportiert werden. Auch wenn es gelingt, den Reaktor abzuschalten, reicht die Nachzerfallswärme aus, um den Reaktorkern stark aufzuheizen.
- Steigt die Temperatur im Reaktorkern über die normale Betriebstemperatur, steigt der Druck im Reaktordruckgefäß an. Dieser Druckanstieg kann Werte erreichen, die die Stabilität des Reaktordruckgefäßes gefährden. Um ein Bersten zu verhindern, muss Druck in das umgebende Containment abgelassen werden. Da die Wärmeproduktion aus dem Zerfall der Spaltprodukte anhält, werden immer wieder kritische Drücke im Reaktordruckgefäß erreicht, so dass immer wieder Druck in das Containment abgelassen werden muss.
- Hierdurch steigt der Druck im Containment. Bei mehrmaligem Druck-Ablassen aus dem Reaktordruckgefäß können im Containment kritische Druckwerte entstehen, die die Stabilität des Containments gefährden. Somit muss auch aus dem Containment Druck abgelassen werden. Abhängig vom Bautyp des Reaktors erfolgt das Druckablassen entweder in ein umgebendes Reaktorgebäude oder direkt in die Atmosphäre (Venting).
- Durch das Druckablassen aus dem Reaktordruckgefäß (Venting) geht Kühlwasser verloren. Wenn es nicht gelingt, Kühlwasser nachzuspeisen, sinkt der Pegel des Kühlmittels im Reaktordruckgefäß. Dies kann schließlich dazu führen, dass die Brennstäbe nicht mehr vollständig mit Wasser bedeckt sind, so dass der obere Bereich der Brennstäbe aus dem Kühlwasser hervorragt und nur noch von Wasserdampf umgeben ist. Wasserdampf führt Wärme wesentlich schlechter ab als flüssiges Wasser. Somit heizen sich die Brennstäbe in diesem Bereich besonders stark auf.

#### Entstehung von Wasserstoff
- Werden in den freiliegenden Brennstab-Bereichen Temperaturen von über 900 °C erreicht, nimmt die Festigkeit der Brennstabhüllrohre ab. Die Brennstäbe beginnen zu bersten. Gasförmige und leicht flüchtige radioaktive Spaltprodukte entweichen aus den Brennstäben in das Reaktordruckgefäß. Muss weiterhin Druck aus dem Reaktordruckgefäß und aus dem Containment abgelassen werden, gelangen verstärkt radioaktive Stoffe in die Umwelt.
- Die Hüllrohre der Brennstäbe bestehen aus einer Zirconium-Legierung. Bei Temperaturen oberhalb von 1000 °C reagiert das Zirconium mit dem umgebenden Wasserdampf. Es bildet sich Zirconiumoxid und Wasserstoff. Diese chemische Reaktion ist exotherm, das heißt, es wird hierdurch zusätzliche Energie frei, die die Brennstäbe aufheizt. Bei steigender Temperatur nimmt die Reaktion an Stärke zu, die Wasserstoffproduktion steigt.
- Durch die zusätzliche Aufheizung des Wasserdampfs und die Bildung von Wasserstoff steigt der Druck im Reaktordruckgefäß an. Um das Reaktordruckgefäß nicht zu beschädigen, muss dieser Überdruck in das Containment abgegeben werden. Wegen des Berstens der Brennstäbe ist die Konzentration gasförmiger und leichtflüchtiger Spaltprodukte im Kühlwasser angestiegen und damit steigt beim Druck-Ablassen auch die radioaktive Belastung im Containment.
- Durch das Ablassen von wasserstoffhaltigem Wasserdampf in das Containment kann sich aus dem Wasserstoff und dem im Containment vorhandenen Luftsauerstoff ein zündfähiges Knallgas-Gemisch bilden. Kommt es zu einer Explosion dieses Knallgas-Gemisches, kann nicht nur das Containment, sondern auch das Reaktordruckgefäß beschädigt werden. Aus diesem Grund ist bei einigen Reaktortypen das Containment mit einem sauerstofffreien Schutzgas ausgefüllt. Auch wenn eine Knallgas-Explosion im Containment vermieden werden kann, steigt durch das Ablassen des wasserstoffhaltigen Dampfes der Druck im Containment, so dass kritische Druckwerte erreicht werden können.
- Lässt man den Überdruck aus dem Containment ab, steigt einerseits die radioaktive Belastung der Umgebung, da wegen der berstenden Brennstäbe verstärkt radioaktive Substanzen ins Containment gelangen. Andererseits kommt außerhalb des Containments der Wasserstoff mit dem Luftsauerstoff in Berührung. Es kann zur Bildung eines explosionsfähigen Knallgas-Gemisches und zu Wasserstoff-Explosionen kommen.

#### Zerstörung der Brennelemente
- Steigt die Temperatur der frei liegenden Brennstab-Enden weiter an, so bersten ab 1170 °C die Brennstäbe in verstärktem Maße. Die Freisetzung von Spaltprodukten in den Reaktorkern erhöht sich. Ebenso intensiviert sich mit steigenden Temperaturen die Bildung von Wasserstoff an den Hüllrohren der Brennstäbe; oberhalb Temperaturen von 1270 °C erhöht sie sich drastisch. In der Folge muss Wasserstoff- und Spaltprodukt-haltiger Dampf häufiger in das Containment abgelassen werden. Da die Reaktion der Brennstabhüllen mit dem Wasserdampf zusätzliche Wärme erzeugt, beschleunigt sich die Aufheizung der Brennstäbe.
- Ab Temperaturen zwischen 1210 °C und 1450 °C beginnen die Steuerstäbe zu schmelzen. Neutronen können hier nun nicht mehr abgefangen werden. Eine Kettenreaktion unterbleibt nur deshalb, weil in diesen Bereichen das Wasser verdampft ist und somit kein Moderator mehr vorliegt.
Würde es jetzt gelingen, wieder mehr Wasser in den Reaktordruckbehälter einzuspeisen, müsste dieses Wasser unbedingt mit genügend Neutronen abfangenden Stoffen wie zum Beispiel Bor versetzt sein, denn durch eingespeistes Wasser stünde wieder ein Moderator zur Verfügung; wegen der geschmolzenen Steuerstäbe wäre ohne Zusatz eines geeigneten Mittels jedoch kein Neutronenabsorber mehr vorhanden. Ohne Bor-Beimischung würde eine unkontrollierte Kettenreaktion beginnen mit der Gefahr, dass hierdurch der Reaktorkern stärker beschädigt oder zerstört wird.
Ist im unteren Bereich des Reaktorkerns noch flüssiges Wasser vorhanden, verfestigt sich hier die Steuerstabschmelze wieder.
- Ab Temperaturen von ca. 1750 °C beginnen die Hüllrohre der Brennstäbe zu schmelzen. Die Pellets mit Kernbrennstoff, die sich im Inneren der Brennstabrohre befinden, können dann frei werden und zusammen mit den geschmolzenen Brennstabhüllen absinken. Kommt das geschmolzene Brennstab-Material in kühlere Bereiche, z. B. in weiter unten noch vorhandenes Wasser, kann es sich wieder verfestigen.
- Ab Temperaturen von ca. 2250 °C werden die Strukturen der Brennelemente zerstört. Brennstoff-Pellets, geschmolzene Hüllrohre und alle weiteren Brennelement-Materialien werden instabil und stürzen ab. Diese Trümmer können sich gegebenenfalls auf noch im Wasser stehenden stabilen Brennelement-Teilen anhäufen oder auch auf den Grund des Reaktordruckgefäßes absinken. Kernbrennstoff sammelt sich somit im unteren Bereich des Reaktordruckgefäßes.

#### Teil-Kernschmelze
- Die Trümmer aus Brennstoff-Pellets, geschmolzenen Brennstabhüllen und anderen Brennelement-Materialien können sich oben auf noch unzerstörten Brennelement-Teilen, zwischen den Brennstäben oder am Grund des Reaktordruckgefäßes ansammeln.
 Da diese Trümmer das Durchströmen von Kühlflüssigkeit behindern, werden die Brennstoff-Pellets im Inneren der Trümmerberge wesentlich schlechter gekühlt als in intakten Brennelementen. Die Wärme, die durch den Zerfall der Spaltprodukte erzeugt wird, kann kaum noch abgeführt werden, die Trümmerberge heizen sich weiter auf.
- Werden Temperaturen von über 2850 °C erreicht, beginnen die Brennstoff-Pellets zu schmelzen. Eine Kernschmelze beginnt. Befindet sich im unteren Bereich des Reaktordruckgefäßes noch Wasser oder gelingt es, in das Reaktordruckgefäß wieder Wasser einzuspeisen, kann unter Umständen das Schmelzen der Brennelemente zunächst auf den Bereich des Reaktorkerns beschränkt werden, der aus dem Wasser herausragt; es entsteht eine Teil-Kernschmelze. Das geschmolzene Material bildet einen Schmelzklumpen, der in seinem Inneren durch den Zerfall der Spaltprodukte aufgeheizt wird und der nur von außen über seine Oberfläche gekühlt werden kann.
- Die von solch einem Schmelzklumpen erzeugte Wärmeleistung hängt davon ab, wie groß der Schmelzklumpen ist, also welche Menge an zerfallenden Spaltprodukten in ihm enthalten sind. Die erzeugte Wärmeleistung hängt weiterhin davon ab, welche Zeit zwischen der Abschaltung des Reaktors und der Bildung der Schmelze vergangen ist. Mit zunehmender Zeit sinkt die erzeugte Wärmeleistung.
Die von einem Schmelzklumpen abgegebene Wärmeleistung hängt von der Größe der Oberfläche des Schmelzklumpens, der Effizienz des Wärmeübergangs und der Oberflächentemperatur des Schmelzklumpens ab.
Es bildet sich ein Gleichgewichtszustand zwischen der im Inneren erzeugten und der an der Oberfläche abgegebenen Wärmeleistung. Ein schlechter Wärmeübergang an der Oberfläche des Klumpens führt dazu, dass eine relativ hohe Oberflächentemperatur erforderlich ist, um die erzeugte Wärmeleistung über die Oberfläche abzugeben. Bei gutem Wärmeübergang, wie z. B. an der Grenze zu flüssigem Wasser, reicht eine relativ niedrige Oberflächentemperatur, um die erzeugte Wärmeleistung abzugeben. Liegt die Oberflächentemperatur unterhalb der Schmelztemperatur, bleibt die Oberfläche des Klumpens fest und der Klumpen bleibt stabil. Ist der Wärmeübergang schlecht, wie z. B. an der Grenze zu Luft oder Wasserdampf, muss die Oberflächentemperatur relativ hoch sein, um die Wärmeleistung abzugeben. Wird die Schmelztemperatur an der Oberfläche überschritten, ist der Klumpen insgesamt flüssig und bewegt sich nach unten.
- Gelingt es, nach Bildung einer Teil-Kernschmelze Wasser einzuspeisen und hierdurch die Schmelze so weit zu kühlen, dass sie an der Oberfläche fest wird, ist die Ausbreitung der Kernschmelze zunächst gestoppt. Im Inneren bleibt der Schmelzklumpen aber flüssig. Diese Kühlung muss über Monate aufrechterhalten werden, zumindest so lange, bis die durch den Zerfall der Spaltprodukte erzeugte Wärmeleistung so weit zurückgegangen ist, dass der Schmelzklumpen auch ohne effektive Kühlung fest bleibt. Sinkt allerdings die Effektivität der Kühlung oder wird die Kühlung unterbrochen, wird die Oberfläche des Schmelzklumpens wieder flüssig und der Klumpen fließt weiter, seiner Schwerkraft folgend.
- An der Oberfläche einer gekühlten Teil-Kernschmelze laufen die gleichen Prozesse ab wie an überhitzen Brennstäben. Werden Oberflächentemperaturen von 900 °C überschritten, bildet sich aus dem in der Schmelze vorhandenen Zirconium und Wasserdampf Wasserstoff, der abgelassen werden muss. Hierbei besteht wieder das Risiko von Knallgas-Explosionen.
- Gelingt es nicht, eine Teil-Kernschmelze ausreichend zu kühlen, wandert die Schmelze nach unten. Trifft die Schmelze auf noch vorhandenes Wasser, verdampft dieses in stärkerem Maße. Die Kernschmelze erfasst immer größere Bereiche des Reaktorkerns, die Größe des Schmelzklumpens wächst. Mit zunehmender Größe steigt die Menge an Wärme erzeugenden Spaltprodukten, die erzeugte Wärmeleistung wächst proportional zum Volumen. Die Oberfläche des Schmelzklumpens wächst allerdings nicht in gleichem Maße, das heißt, die pro Oberfläche erzeugte Leistung wächst, die Oberflächentemperatur des Schmelzklumpens steigt. Um die Ausbreitung der Schmelze zu stoppen, das heißt, die Oberflächentemperatur unter den Schmelzpunkt abzusenken, sind immer stärkere Kühlanstrengungen erforderlich. Bei sehr großen Schmelzklumpen kann es im Extremfall passieren, dass die erzeugte Wärmeleistung so groß wird, dass selbst unter Wasser die Oberflächentemperatur den Schmelzpunkt überschreitet, sodass der Schmelzklumpen trotz Wasserumgebung flüssig wäre.

#### Vollständige Kernschmelze
- Wird das gesamte Brennelement-Material von der Kernschmelze erfasst, spricht man von einer vollständigen Kernschmelze. Das geschmolzene Material sammelt sich dann auf dem Boden des Reaktordruckgefäßes. Ein Durchschmelzen des Reaktordruckgefäßes lässt sich nur noch verhindern, wenn es von außen gekühlt wird, z. B. indem das umgebende Containment geflutet wird.
- Sind Kühlmaßnahmen für das Reaktordruckgefäß nicht erfolgreich, kann die Kernschmelze die Wand des Reaktordruckbehälters aufschmelzen und unter das Reaktordruckgefäß auf die innere Betonschicht des Containments fließen. Das Verhalten in Beton hängt hierbei stark davon ab, ob der Beton in die Schmelze integriert wird oder nicht.
Wird der Beton aufgeschmolzen und verbindet sich der geschmolzene Beton mit der Schmelze, steigt hierdurch die Größe des Schmelzklumpens und die Größe seiner Oberfläche, ohne dass die erzeugte Wärmeleistung zunimmt. Hierdurch sinkt die Oberflächentemperatur. Ist die Betonschicht genügend dick, könnte die Größe des Klumpens so weit anwachsen, dass an der Oberfläche die Schmelztemperatur unterschritten wird. Die Schmelze wäre gestoppt.
Verbindet sich aber der geschmolzene Beton nicht mit der Brennstab-Schmelze, z. B. indem er als „Schlacke“ auf der Brennstab-Schmelze schwimmt, dann bleibt die Größe des zu betrachtenden Klumpens unverändert, die Oberflächentemperatur des Klumpens ändert sich nicht. Die Schmelze würde sich weiter durch den Beton nach unten bewegen. Der Schmelzklumpen würde das Betonfundament durchqueren, alle darin enthaltenen radioaktiven Stoffe würden in das Erdreich gelangen.
- Möglichkeiten, eine solche Schmelze zum Stoppen zu bringen, wären:
  - Oberflächenvergrößerungen (z. B. über flache Wannen, in die sich solch ein Klumpen ergießt) (Core-Catcher). Durch die Vergrößerung der Oberfläche kann eine Senkung der Oberflächentemperaturen erreicht werden, im Idealfall würde an der Oberfläche der Schmelzpunkt unterschritten und die Schmelze würde an der Oberfläche erstarren.
  - Aufteilen in möglichst viele kleine Schmelzklumpen. Hiermit ist ebenfalls ein Vergrößern der Oberfläche verbunden. Die Oberflächentemperatur sinkt, im Idealfall unter den Schmelzpunkt.

## Folgen
Eine besonders schwerwiegende Variante des Unfallablaufs ist die Hochdruckkernschmelze. Diese tritt – aufgrund des höheren Systemdruckes vor allem bei Druckwasserreaktoren – ein, wenn es in der ersten Zeit nicht gelingt, den Druck im Reaktor stark abzusenken. Die glühend heiße Schmelze des Reaktorkerns kann dann die Wand des Reaktorbehälters stark schwächen und unter gleichzeitigem, auch explosionsartigem Druckanstieg, zum Beispiel begleitet durch eine Knallgasexplosion, aus dem Reaktorbehälter entweichen. Der hohe erzeugte Druck im Containment führt gegebenenfalls zu Leckagen, wodurch radioaktives Material in die Umgebung gelangen kann. Entsprechende Szenarien wurden 1989 in der „Deutschen Risikostudie Kernkraftwerke Phase B“ veröffentlicht und führten zu umfassenden Diskussionen (siehe Artikel Kernkraftwerk). Um die Risiken einer Explosion zu mindern, wurden z. B. in deutschen Druckwasserreaktoren die vormals nur passiv ansprechenden Reaktor-Druckentlastungsventile durch von der Warte aus steuerbare ersetzt, womit sehr hohe Drücke im Reaktorsystem gesteuert und rechtzeitig abbaubar werden sollen.
Um ein Versagen des Containments auch bei weniger hohen Drücken zu verhindern, wurde vielerorts das so genannte Wallmann-Ventil vorgeschrieben, mit dem Gas und Dampf gefiltert in die Atmosphäre abgelassen werden kann. Zur Vermeidung von Knallgasexplosionen müssen deutsche KKW zudem mit Einrichtungen zum Wasserstoffabbau ausgerüstet sein; diese bewirken entweder durch Zünder eine kontrollierte Verbrennung (Deflagration) oder mittels Katalysatoren („Töpfer-Kerzen“) die Rekombination von Wasserstoff und Sauerstoff zu Wasser.
Die genannten Begleiterscheinungen der Kernschmelze wie Dampf- und Wasserstoffexplosionen treten bei einer Kernschmelze typischer-, aber nicht notwendigerweise auf.
Auch ohne eine Explosion werden die regulären Kühleinrichtungen durch eine Schmelze voraussichtlich unbrauchbar. Da durch weitere Erhitzung ein Durchschmelzen des äußeren Schutzbehälters droht, muss der geschmolzene Kern unter allen Umständen provisorisch gekühlt werden, um schlimmere Schäden für Mensch und Umwelt zu vermeiden. Diese Kühlung ist gegebenenfalls über Monate hinweg nötig, bis die verbleibende Nachzerfallswärme keine nennenswerte Temperaturerhöhung mehr bewirkt.
Laut einer Studie des Max-Planck-Instituts für Chemie aus 2012 ist das Risiko von Kernschmelzen wie in Tschernobyl und Fukushima in den 440 Kernreaktoren wesentlich höher als bisher geschätzt. Diese können einmal in 10 bis 20 Jahren auftreten, also 200-mal häufiger als in US-Schätzungen 1990 angenommen.
Kernschmelzen können, müssen aber nicht zur Freisetzung erheblicher Mengen an Radionukliden führen. Besonders bedenklich ist hierbei vor allem I-131, welches sich in der Schilddrüse anreichert und mit einer Halbwertszeit von lediglich 8 Tagen im unmittelbaren zeitlichen Umfeld mit dem Störfall die größten Schäden anrichtet. Die Ausgabe von Iod-Tabletten hat den Sinn, die Schilddrüse mit Iod zu „sättigen“ und damit die Aufnahme radioaktiven Iods zu verhindern. Erfahrungen im Ernstfall haben gezeigt, dass dies auch gut funktioniert, jedoch hat es keinen Effekt auf die Aufnahme anderer Radionuklide. Strontium-90 und Caesium-137 sind weitere bedenkliche Radionuklide, die bei entsprechenden Temperaturen verdampfen können bzw. höchst volatile Verbindungen eingehen können. Zwar ist die Halbwertszeit mit 30 Jahren verhältnismäßig gering (über die Hälfte der beim Unfall von Tschernobyl freigesetzten Menge dieser Nuklide ist bereits zerfallen), jedoch ist die hohe chemische Mobilität und die Affinität von Strontium zu menschlichem Knochen besonders bedenklich. Caesium wird zwar vom Körper leicht aufgenommen (es verhält sich chemisch ähnlich wie Natrium), hat jedoch eine kurze biologische Halbwertszeit und wird verhältnismäßig schnell wieder ausgeschieden. Die gesundheitlichen Folgen können drastisch reduziert werden, wenn die Inkorporation, also das Essen und Trinken der Radionuklide, vermieden wird (anders als zum Beispiel bei Radon spielt die Atmung bei diesen Nukliden kaum eine Rolle). Andererseits führen diese Warnungen mittel- und langfristig zu wirtschaftlichen Schäden – so sind zum Beispiel Lebensmittel aus der Präfektur Fukushima auch dann noch unverkäuflich, wenn sie nachweislich weniger als die übliche Hintergrundstrahlung an Radioaktivität aufweisen.

## Vermeidung von Kernschmelzen
Wegen der verheerenden potenziellen Folgen einer Kernschmelze wird mittlerweile, vor allem im asiatischen Raum, der Betrieb inhärent sicherer Reaktoren, speziell von dezentralen Hochtemperaturreaktoren (HTR) mit reduzierter Leistung, erprobt. Kritiker der HTR-Technik verweisen darauf, dass es bei HTR-spezifischen Störfalltypen wie Wasser- oder Lufteinbruch zu katastrophalen Radioaktivitätsfreisetzungen kommen kann und eine inhärente Sicherheit trotz Vermeidung von Kernschmelzen daher nicht gegeben ist. Für alle derzeit in Europa betriebenen kommerziellen Kernreaktoren gilt, dass das Risiko einer Kernschmelze durch zusätzliche Sicherheitsmaßnahmen zwar signifikant verringert, aber nicht prinzipiell ausgeschlossen werden kann.
Bei neueren Reaktorkonstruktionen sollen spezielle Vorrichtungen, so genannte Core-Catcher, den Reaktorkern bei einer Kernschmelze auffangen, die Freisetzung des Spaltstoffinventars verhindern und somit die Folgen einer Kernschmelze eindämmen. Außerdem sind die Sicherheitsbehälter von Druckwasserreaktoren der dritten Generation (z. B. Europäischer Druckwasserreaktor) mit einer Wandstärke von 2,6 m gegen Wasserstoffexplosionen ausgelegt. Als Schwachpunkt verbleibt bei diesen Konzepten die o. g. Hochdruckkernschmelze, bei der ein spontanes Versagen des Druckbehälters zur Zerstörung aller Barrieren führen könnte.

## Liste bekannter Kernschmelzunfälle
Unfälle mit Kernschmelze werden auf der Internationalen Bewertungsskala für nukleare Ereignisse (INES) ab Stufe 4 geführt.

### Totale Kernschmelzen
Bei einer totalen Kernschmelze wird der Reaktorkern vollständig zerstört und der Reaktor so weit beschädigt, dass eine Reparatur ausgeschlossen ist.
- Am 26. April 1986 ereignete sich im graphitmoderierten Druckröhrenreaktor des Reaktorblocks 4 des Kernkraftwerks Tschernobyl (damals in der Sowjetunion, seit der Auflösung der Sowjetunion 1991 in der Ukraine) ein katastrophaler Reaktorunfall. Als Folge eines unkontrollierten Leistungsanstiegs auf mehr als das Hundertfache der Nennleistung kam es zu einer totalen Kernschmelze und einer Wasserstoff-Explosion innerhalb des Reaktorkerns. Beim darauf folgenden Graphitbrand wurden große Mengen radioaktiver Stoffe freigesetzt.[10] Diese Katastrophe wird auf der Internationalen Bewertungsskala für nukleare Ereignisse mit INES-Stufe 7 eingestuft und gilt als der schwerste nukleare Unfall der Geschichte. Die Auswirkungen waren deshalb so schwerwiegend, weil der Reaktor nicht mit einem Sicherheitsbehälter (Containment) ausgestattet war. Es ist der bisher einzige Fall, in dem Corium in größerem Umfang in direkten Kontakt mit der Biosphäre gelangt ist.

### Partielle Kernschmelzen

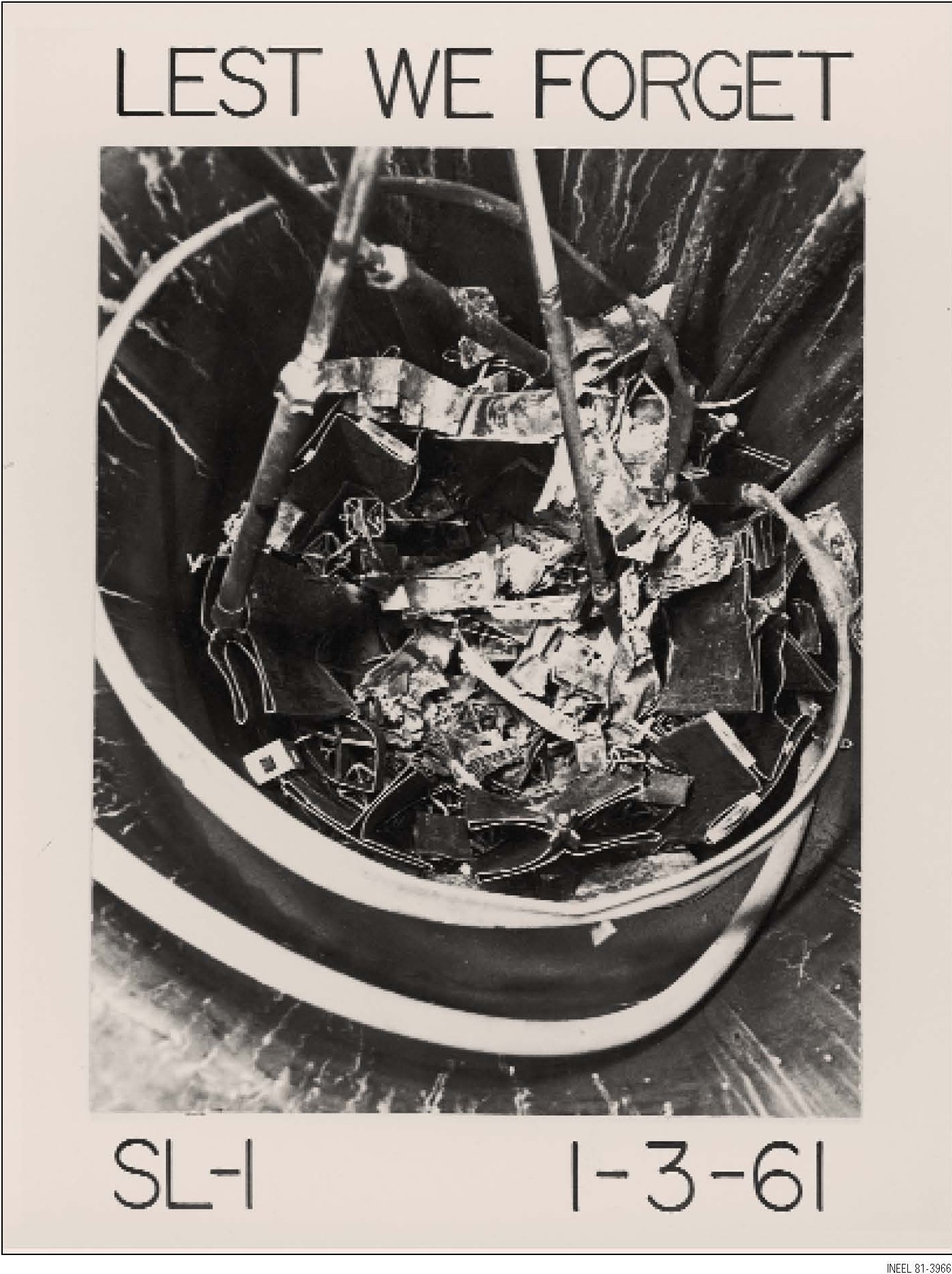
Geschmolzener Kern des SL-1-Reaktors

Bei einer partiellen Kernschmelze bleibt der Reaktorkern teilweise intakt. Einzelne Brennstäbe oder ganze Brennelemente schmelzen oder werden durch Überhitzung schwer beschädigt. Die meisten Anlagen werden nach einem solchen Unfall stillgelegt (gerade ältere Kernreaktoren); einige wurden in der Vergangenheit repariert und weiter betrieben.
- Am 12. Dezember 1952 schmolz der 25-MW-Kernreaktor der Chalk River Laboratories in Ontario (Kanada).
- Am 10. Oktober 1957 geriet im britischen Windscale der Graphitmoderator eines der beiden zur Plutoniumproduktion genutzten Reaktoren in Brand. Er beschädigte Brennelemente und trug dazu bei, die freigesetzten radioaktiven Substanzen (zum Beispiel 131Iod, 132Tellur, 137Cäsium, 90Strontium, 210Polonium und 133Xenon (→ Windscale-Brand)) in der Atmosphäre zu verbreiten.
Der Unfall wurde als INES 5 eingestuft und in Folge wurden beide Reaktoren stillgelegt.
- Am 26. Juli 1959 kam es im Santa Susana Field Laboratory (USA) aufgrund eines verstopften Kühlkanals zu einer 30-prozentigen Kernschmelze. Der Großteil der Spaltprodukte konnte abgefiltert werden, es kam aber zur Freisetzung großer Mengen Iod 131.
- Am 3. Januar 1961 kam es beim militärischen Forschungsreaktor SL-1 (Stationary Low-Power Reactor Number One), Idaho Falls, USA[11] durch manuelles Ziehen eines (womöglich verkeilten) Kontrollstabs zum kurzzeitigen Leistungsanstieg auf etwa 20 GW, wodurch Teile des Kerns innerhalb weniger Millisekunden schmolzen. Der Reaktor war auf eine thermische Leistung von 3 MW ausgelegt.[12] Die Bedienmannschaft wurde beim Unfall getötet, der Reaktor zerstört. Als Folge des Unfalls wurde eine Vorschrift erlassen, dass das Entfernen eines einzelnen Kontrollstabes niemals zu einer derartigen Leistungsexkursion führen darf.
- Im Februar 1965 gab es auf dem Atomeisbrecher Lenin einen Kühlmittelverluststörfall. Nach der Abschaltung zum Brennelementetausch war, vermutlich durch ein Versehen des Operators, das Kühlmittel des zweiten Reaktors abgelassen worden, bevor die Brennelemente entfernt wurden. Einige Brennstäbe schmolzen durch die in ihnen entstehende Nachzerfallswärme; andere verformten sich.
- Am 5. Oktober 1966 kam es im Prototyp des Schnellen Brüters Enrico Fermi 1 (65 MW) in Michigan (USA) in einigen Teilen des Reaktorkerns zu einer Kernschmelze aufgrund eines Bruchstückes im Kühlkreislauf. Der Reaktor wurde repariert, weiter betrieben und im November 1972 stillgelegt.[13]
- Am 21. Januar 1969 kam es im schweizerischen unterirdischen Versuchsatomkraftwerk Lucens (8 MWel) zu einem schwerwiegenden Unfall. Ein durch Korrosion bedingter Ausfall der Kühlung führte zur Kernschmelze und zum Brennelementebrand mit anschließender Freisetzung aus dem Reaktortank. Die Radioaktivität blieb im Wesentlichen auf die Kaverne und das umliegende Stollensystem beschränkt. Der Reaktor wurde 1969 stillgelegt.[14] Die Aufräumarbeiten im versiegelten Stollen dauerten bis 1973. 2003 wurden die Abfallbehälter vom Standort entfernt.[15][16]
- Am 17. Oktober 1969 schmolzen kurz nach Inbetriebnahme des Reaktors 50 kg Brennstoff im gasgekühlten Graphitreaktor des französischen Kernkraftwerks Saint-Laurent A1 (450 MWel).[15][17] Der Reaktor wurde daraufhin im selben Jahr stillgelegt. Die heutigen Reaktoren des Kernkraftwerks sind Druckwasserreaktoren.
- Am 22. Februar 1977 schmolzen im slowakischen Kernkraftwerk Bohunice A1 (150 MWel) wegen fehlerhafter Beladung einige Brennelemente. Die Reaktorhalle wurde radioaktiv kontaminiert. Der Reaktor wurde nicht wieder angefahren und 1979 offiziell stillgelegt.[18]
- 1977 schmolz die Hälfte der Brennelemente im Block 2 des russischen Kernkraftwerks Belojarsk. Die Reparaturen dauerten ein Jahr, der Block 2 wurde 1990 stillgelegt.
- Im März 1979 fiel im Reaktorblock 2 des Kernkraftwerks Three Mile Island (880 MWel) bei Harrisburg (Pennsylvania) im nichtnuklearen Teil eine Pumpe aus. Da im Primärkreis als Folge ein Ventil unvorhergesehen offen blieb und das Notkühlsystem aufgrund unübersichtlicher Anzeigen vom Personal fälschlich abgeschaltet wurde, begann nach rund 2 Stunden der Reaktorkern zu schmelzen. Nach rund 10 Stunden detonierte Wasserstoff, wobei das Containment intakt blieb. Untersuchungen des Reaktorkerns, die unfallbedingt erst drei Jahre nach dem Unfall möglich waren, zeigten eine Kernschmelze, bei der etwa 50 % des Reaktorkerns geschmolzen waren und die vor dem Durchschmelzen des Reaktordruckbehälters zum Stehen gekommen war.[19] Dieser Unfall wurde auf der Internationalen Bewertungsskala für nukleare Ereignisse mit der INES-Stufe 5 eingestuft.
- Im März 1980 schmolz im zweiten Block des Kernkraftwerks Saint-Laurent in Frankreich ein Brennelement, wobei innerhalb der Anlage Radioaktivität freigesetzt wurde. Der Reaktorblock wurde repariert, weiter betrieben und 1992 stillgelegt.
- Im März 2011 gab die Betreiberfirma Tepco bekannt, dass es nach einer Unfallserie im Kernkraftwerk Fukushima I in den Blöcken 1, 2 und 3 zu partiellen Kernschmelzen gekommen sei. Es ergaben sich dabei erhebliche Freisetzungen von radioaktiven Stoffen in die Atmosphäre und vor allem auch im Nachgang in den Pazifik.[20]

## Liste weniger bekannter Kernschmelzen
- Am 12. Dezember 1952 im NRX-Reaktor in Ontario, Kanada
- Im Jahr 1955 in Idaho, USA, im Experimental Breeder Reactor I (EBR-I)

Daneben erlitten einige russische atomgetriebene U-Boote Kernschmelzen. Bekannt wurde dies von den U-Booten Komsomolez (1989), K-140 und K-431 (10. August 1985). Zudem erlitt der sowjetische Atomeisbrecher Lenin in den 1960ern einen Kernschaden (zu K-431 und Lenin [letzterer unter Siehe auch]: Liste von Unfällen in kerntechnischen Anlagen).

## Die Bezeichnung China-Syndrom
In den USA wird ein Reaktorunfall mit einer Kernschmelze, die sich ungebremst durch das Beton-Fundament und in das Grundwasser zu fressen vermag, umgangssprachlich als „China-Syndrom“ bezeichnet.
Häufig wird die Herkunft des Ausdrucks damit erklärt, dass die Volksrepublik China von den USA aus betrachtet nach populärer Meinung ungefähr auf der entgegengesetzten Seite der Erde (Antipode) liegt (was tatsächlich nicht der Fall ist, da sich beide Staaten nördlich des Äquators befinden) und man meint, dass sich der geschmolzene Reaktorkern in Richtung China tief in die Erde hineinschmelze. Die Bezeichnung wurde durch den Film Das China-Syndrom populär.
Andere Vermutungen zielen auf die Bildung einer porzellanähnlichen Hülle um den geschmolzenen Reaktorkern ab (Porzellan heißt auf Englisch china).